# Jean-Baptiste Greuze
Jean-Baptiste Greuze (Tournus, 21 agosto 1725 – Parigi, 4 marzo 1805) è stato un pittore e disegnatore francese.

## Biografia
Greuze fu, come Antoine Watteau, figlio di un conciatetti, Jean Louis Greuze e di Claudine Roch.
Dopo essere stato allievo del pittore Charles Grandon a Lione, si trasferì nel 1750 a Parigi, dove fu allievo di Charles-Joseph Natoire all'Académie royale de peinture et de sculpture (che confluirà nel 1816 nell'Académie des beaux-arts). Nel 1755, il suo Padre di famiglia che spiega la Bibbia ai figli riscosse grande successo. La sua popolarità crebbe con altre tele a forti tinte sentimentali e melodrammatiche, così consone al gusto del tempo che Diderot lo elogiò per la moralità dei suoi soggetti.
Regolarmente presente alle mostre, la sua fama superò la frontiera arrivando fino in Russia, dove l'imperatrice Caterina II acquistò La pietà filiale/Il paralitico, uno dei suoi quadri più famosi attualmente al Museo dell'Ermitage, e considerato come il seguito del suo capolavoro L'accordée de village (Il fidanzamento paesano) visibile al Louvre.
Dipinse numerosi ritratti e con il tempo si orientò verso temi più allusivi e libertini (uno dei suoi temi ricorrenti è la perdita della verginità, come in La cruche cassée), che gli procurarono critiche quali «sentimentalismo e una stucchevole sensualità. (...) La critica moderna ritiene validi soprattutto i ritratti, che, liberi da impacci contenutistici, meglio rivelano il suo talento pittorico». Tale valutazione si sposa con un'altra di Giuseppe Argentieri  che in un volume Mondadori sulla pittura francese ritiene i contenuti delle immagini di Greuze «tediose prediche». A tal punto che la riproduzione, che taglia sia la brocca che il leone, è commentata poi con giudizi quali «Grazia, freschezza e luce».
Si cimentò anche in temi allegorici (L'offrande à l'amour, 1769), mitologici e religiosi, ma senza convincere. 
Per accedere all'Académie, Greuze presentò nel 1769 la grande tela Settimio Severo rimprovera a Caracalla di avere attentato alla sua vita. Fu accolto, tuttavia non come pittore storico  "alla Poussin", ma come pittore di genere. In effetti, per quanto concerne lo stile, la pittura di Jean-Baptiste Greuze è da ascrivere al Rococò. Questo fu per lui un gran dispiacere, e da allora in poi smise di esporre nei Salon pubblici, allestendone uno privato nel suo studio, che divenne di gran moda e molto ben frequentato: vi passarono tra gli altri Gustavo III di Svezia nel 1771 e, nel 1777, Benjamin Franklin e anche il fratello della regina, l'imperatore Giuseppe II.
Dopo la Rivoluzione l'opera di Greuze passò completamente di moda, ed egli dovette vivere di lezioni. 
Nel 1792 incontrò Napoleone Bonaparte, non si sa in quali circostanze, ma verosimilmente in concomitanza con la presa delle Tuileries, e disegnò quello che divenne poi il primo ritratto conosciuto del futuro imperatore. Il pittore conservò il disegno nella sua stanza, come proprietà personale, fino alla morte, e lo stesso fece sua figlia. Nel 1803 gli fu commissionato un ultimo grande ritratto di Napoleone in tenuta da Primo console (ancor oggi al Museo del Castello di Versailles), che fu realizzato in gran parte dal suo atelier (e da sua figlia) riprendendo il viso dal ritratto giovanile. Ciò non gli impedì comunque di morire in povertà appena due anni dopo, nel 1805.
Massone, fu membro della Loggia parigina "Les Neufs Soeurs", del Grande Oriente di Francia..

## Stile e produzione
Le sue rappresentazioni di bambini e i suoi ritratti sono convenzionali ma interessanti: Babuti, le Dauphin, Fabre d'Églantine, Fillette soulevant un coffre, Gensonné, Le Graveur Wille, La Liseuse, Le Libraire Babuti, Madame Greuze, Marquise de Chauvelin, Pigalle, Silvestre, Tête de garçon, Wille, Robespierre.
Miglior disegnatore che colorista, Greuze produsse eccellenti rappresentazioni di fanciulle, nelle quali potevano confondersi innocenza ed erotismo: si veda la Jeune Femme au chapeau blanc (1780). Fu pittore abile nella composizione, ma l'eccesso di gesti teatrali, svenimenti e deliqui rende le sue tele moralizzanti spesso monotone e inclini alla trappola del sentimentalismo.
Molti suoi lavori sono conservati al Museo del Louvre, alla Wallace Collection, al Museo Fabre, al Museo Condé e al Museo di Tournus, sua città natale.

## Galleria d'immagini

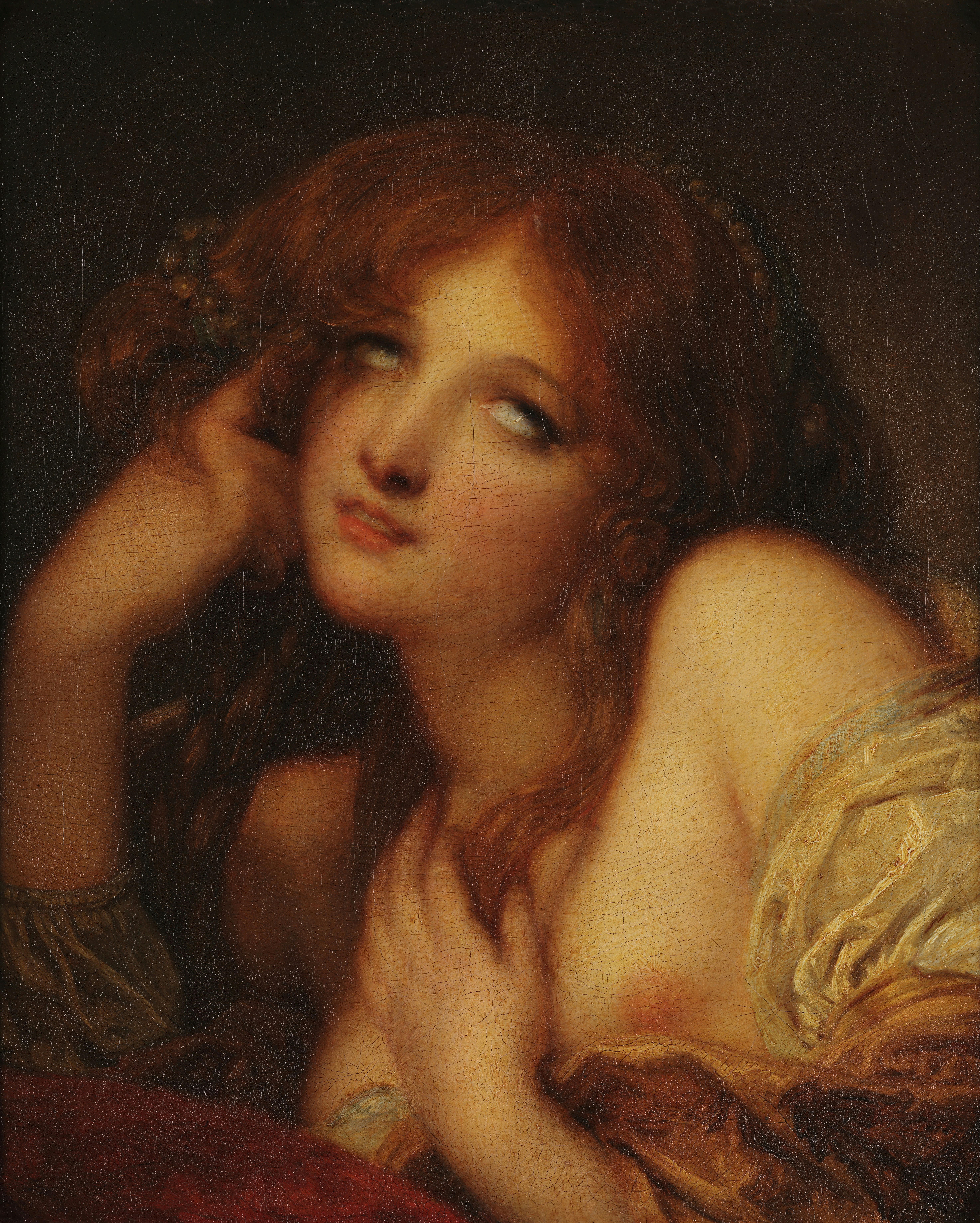
Ariadne
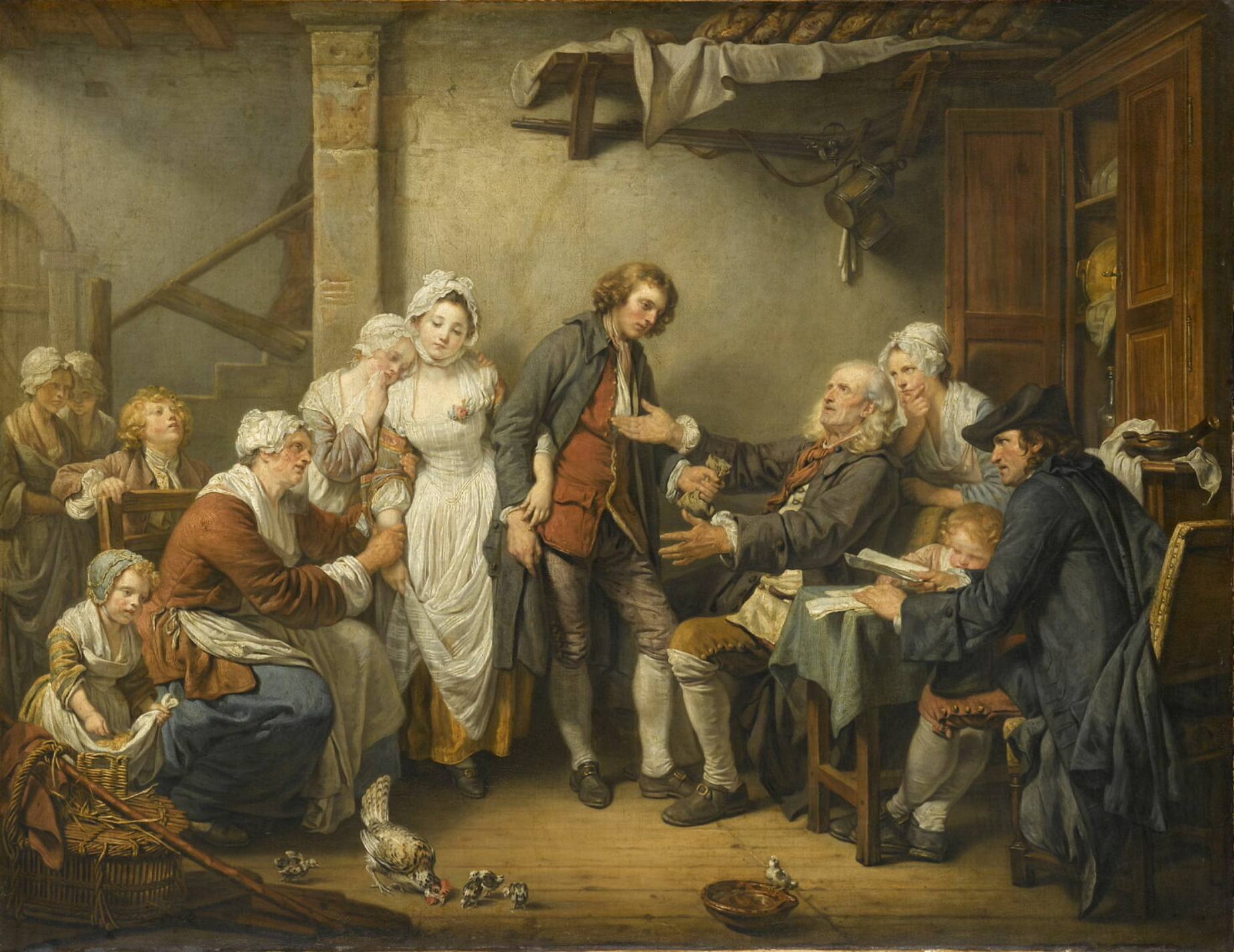
Il fidanzamento paesano
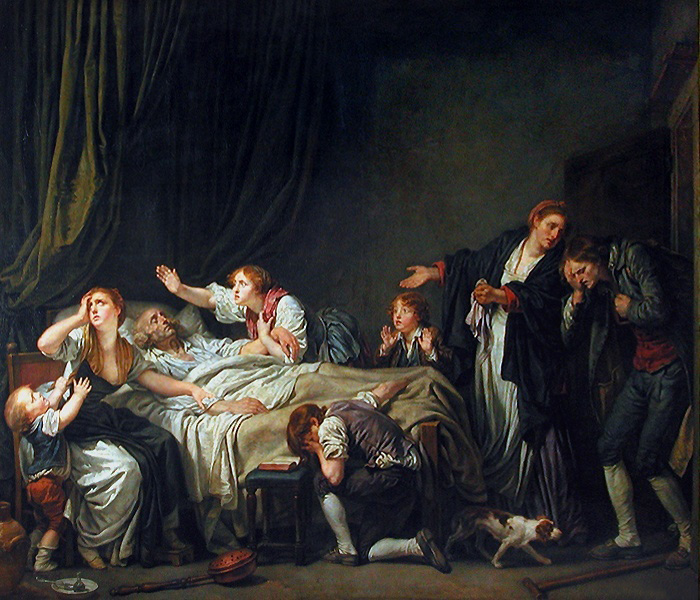
La punizione del figlio
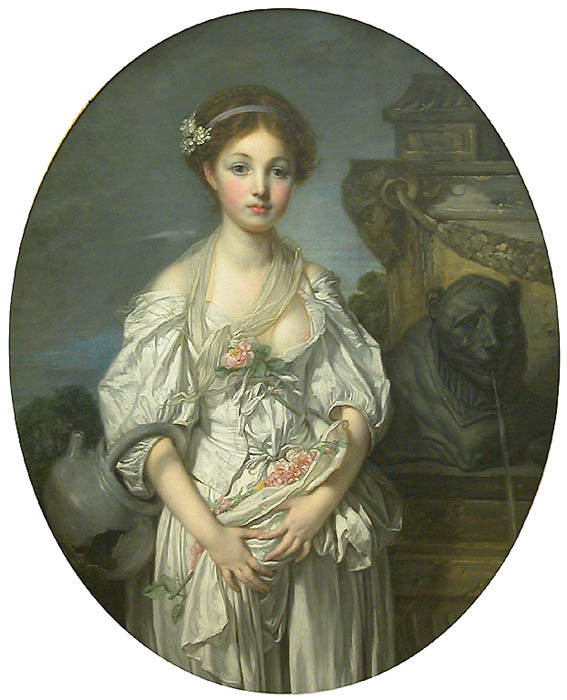
La brocca rotta
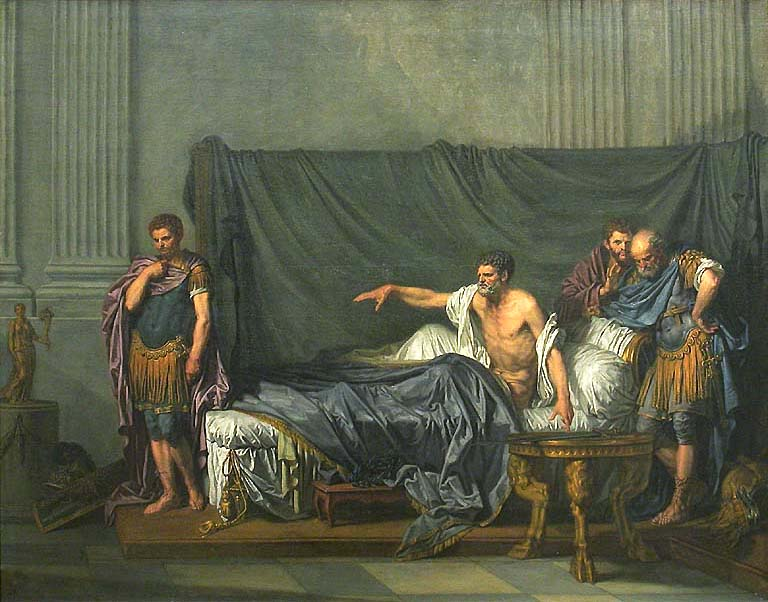
Settimio Severo e Caracalla
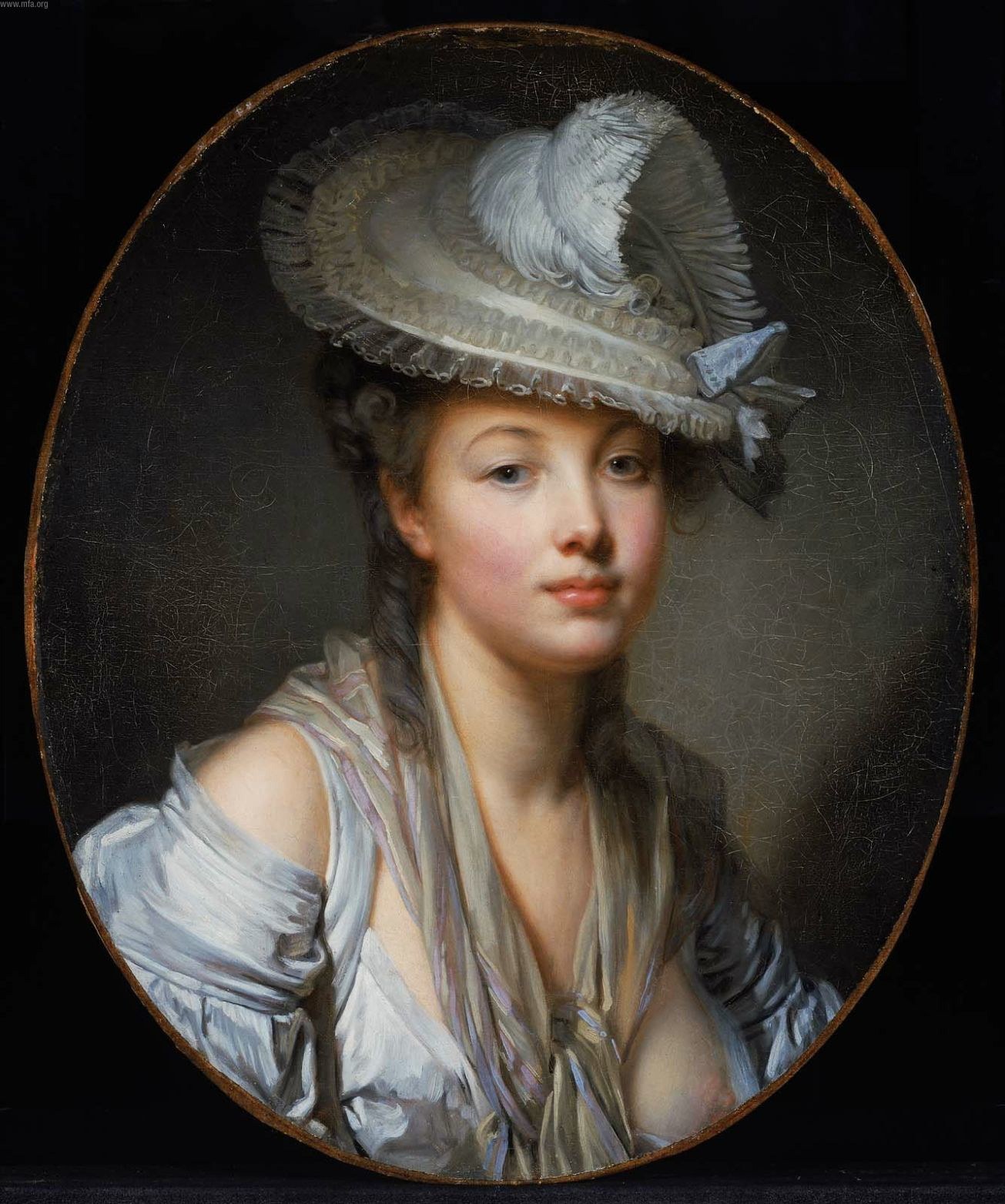
La giovane col cappello bianco
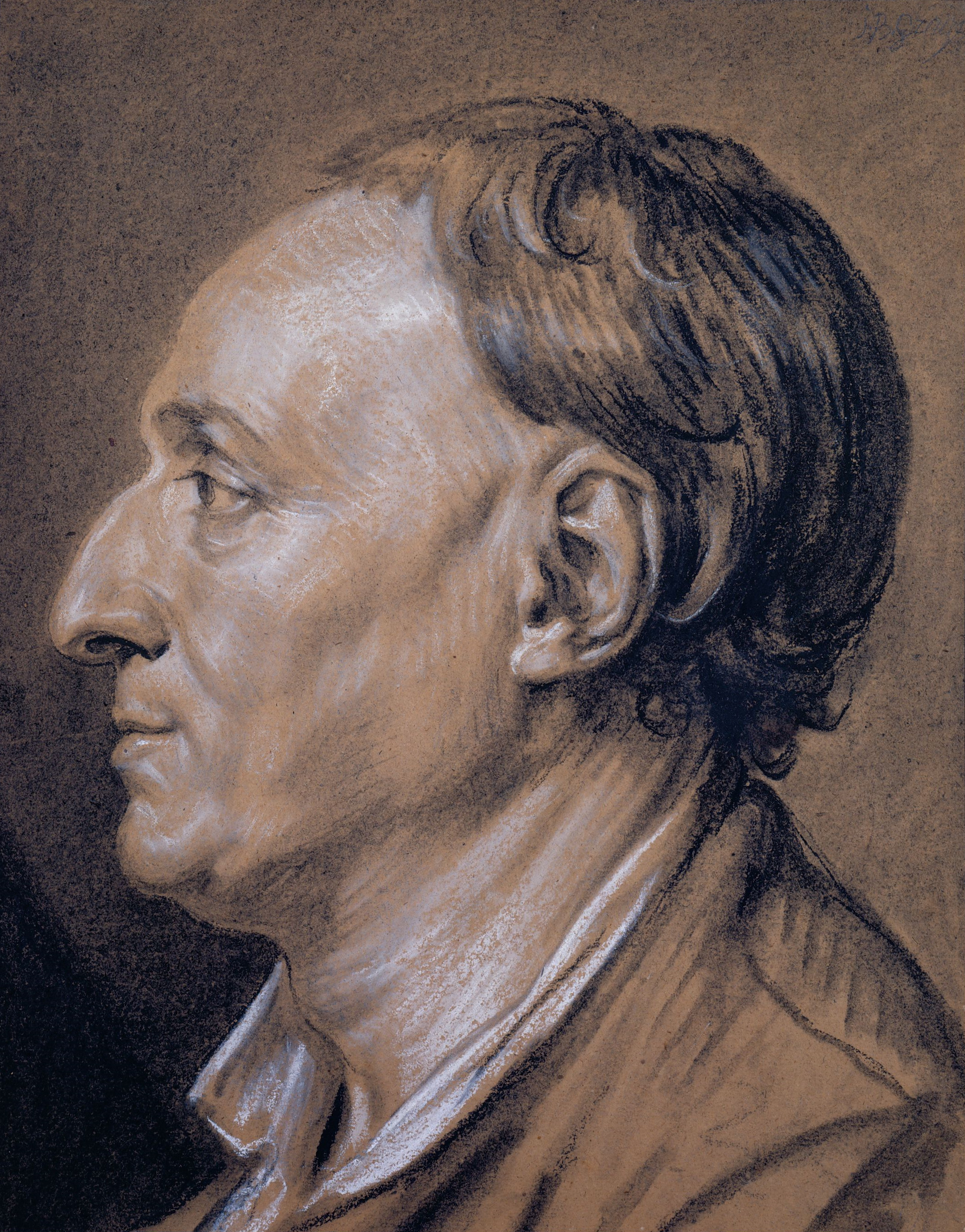
Ritratto di Denis Diderot
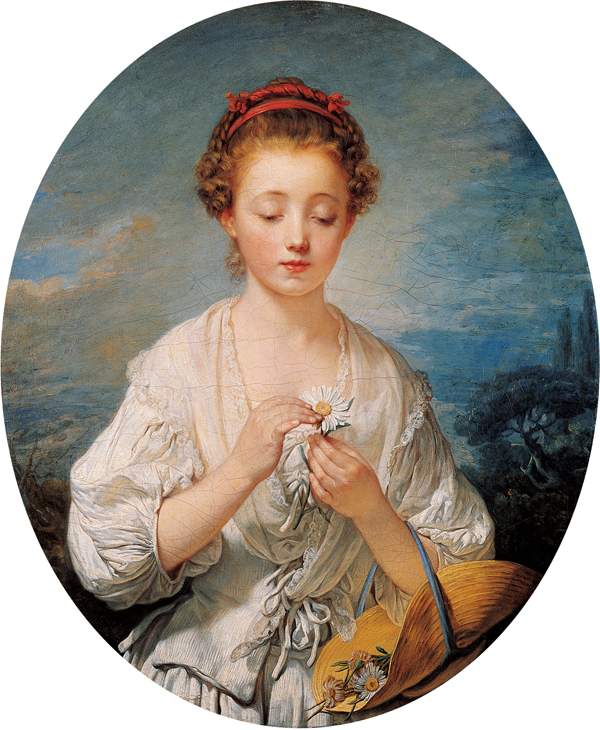
La semplicità
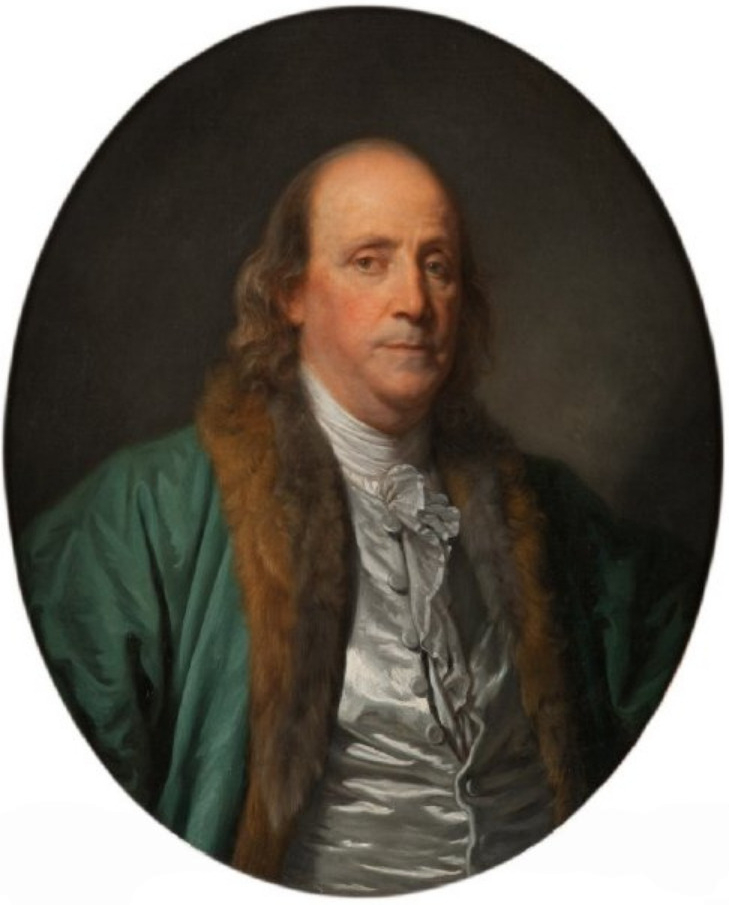
Beniamino Franklin
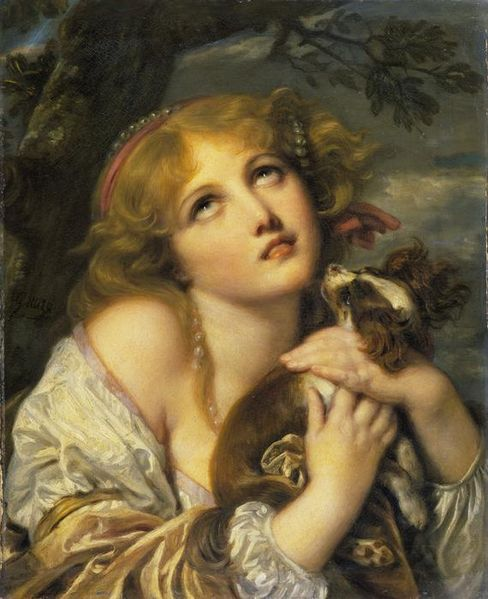
Il ricordo o La fedeltà
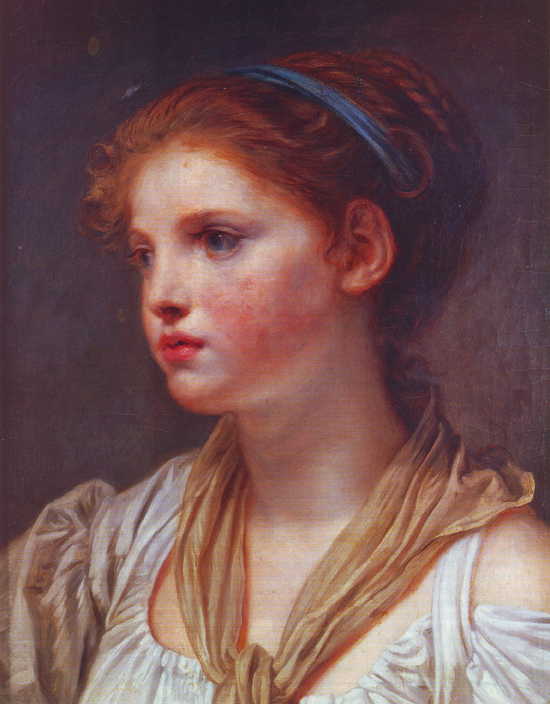
Ragazza col nastro blu
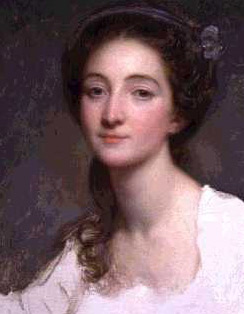
Sophie Arnould
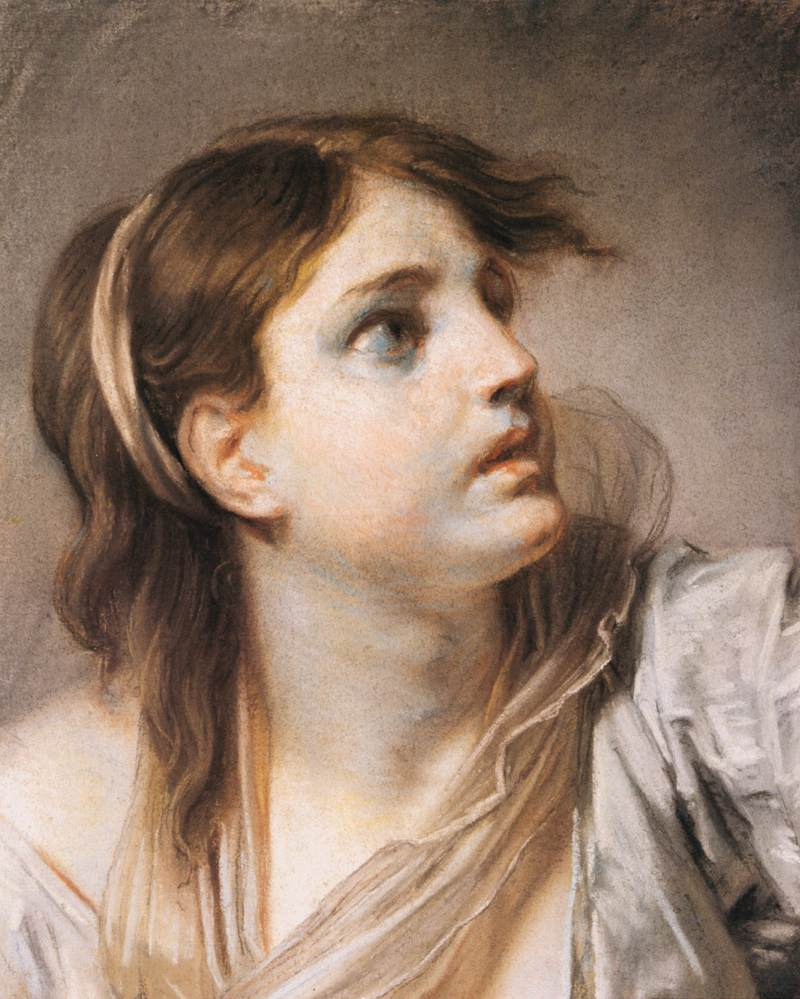
La paura
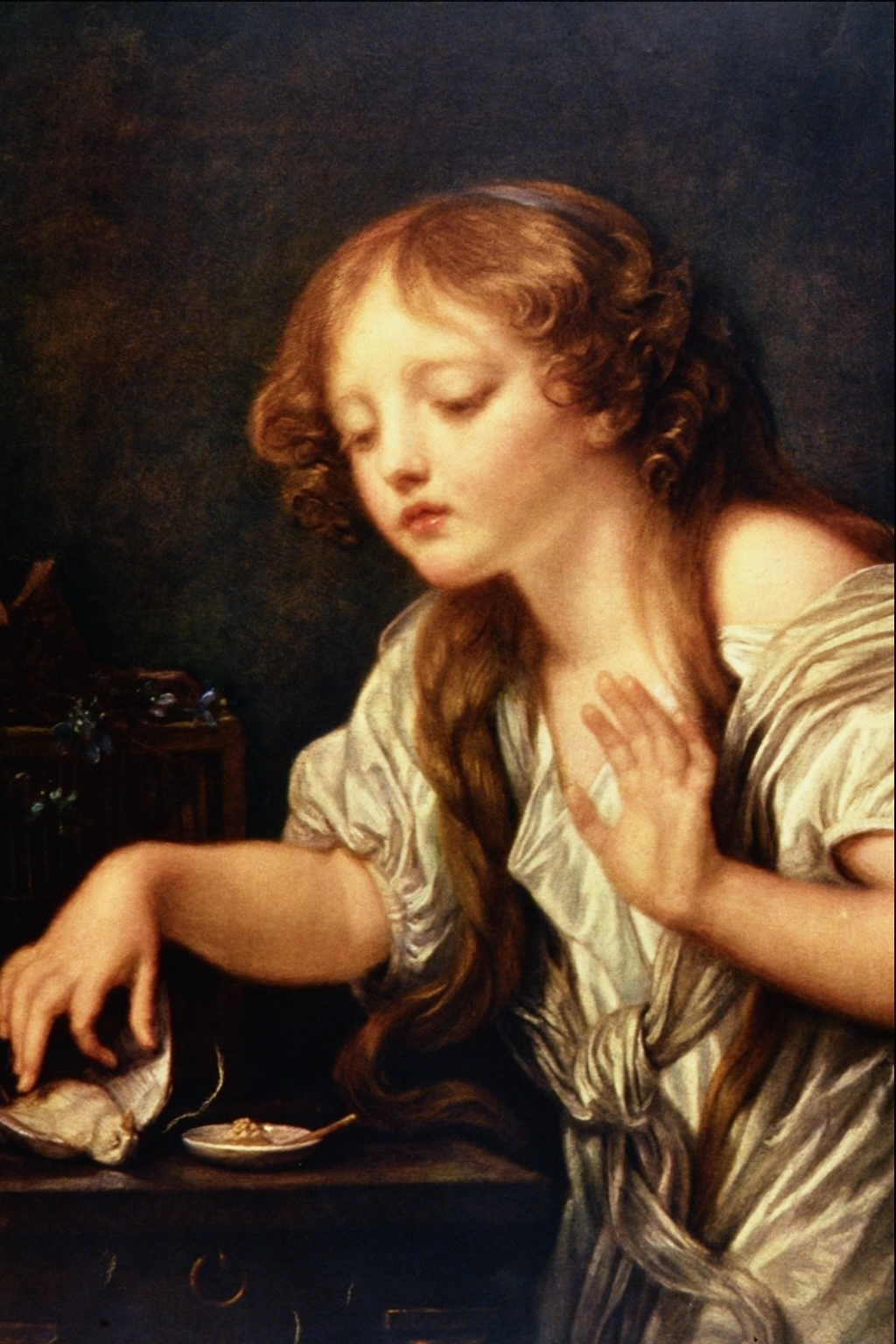
L'uccellino morto
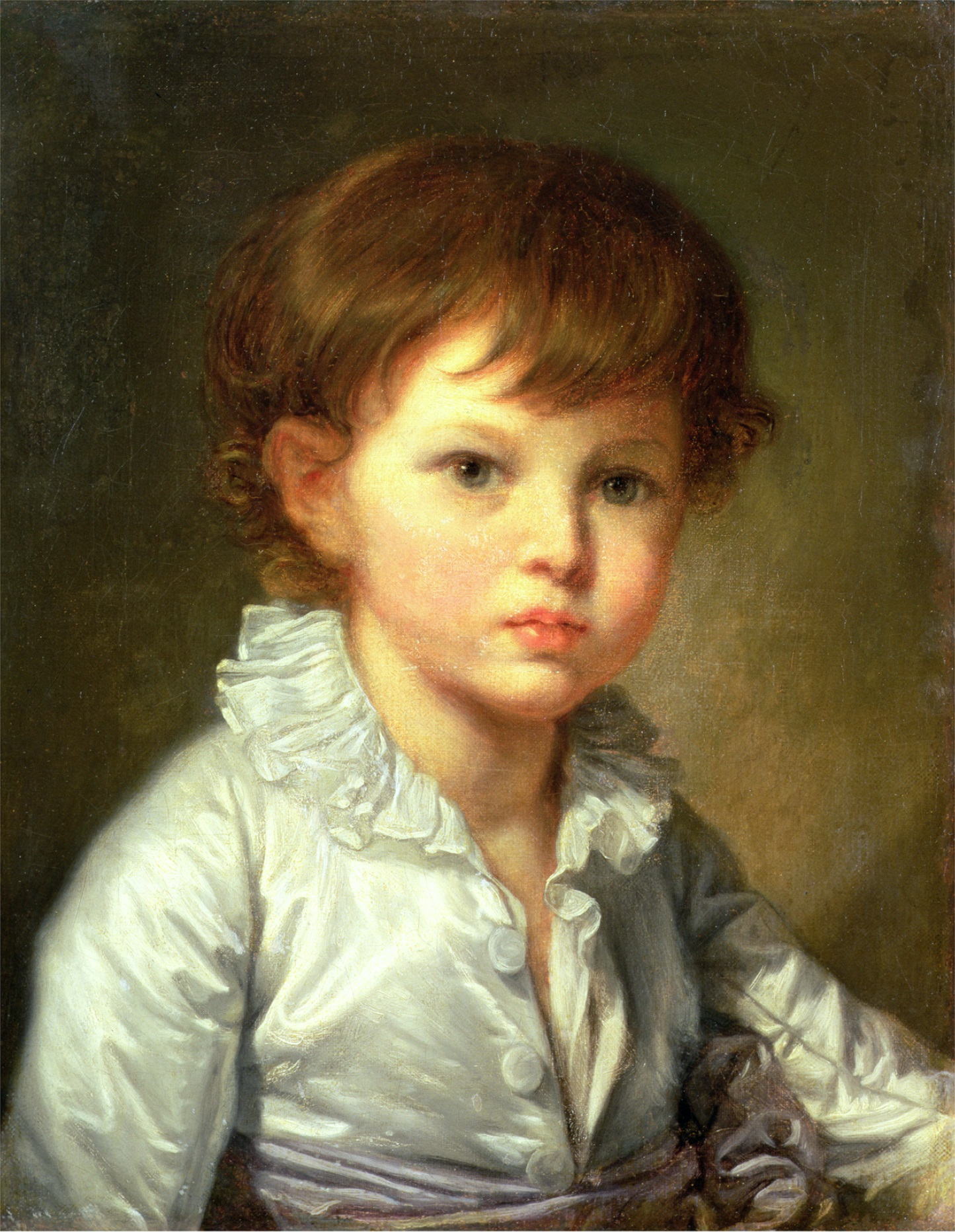
Il conte Stroganov da bambino
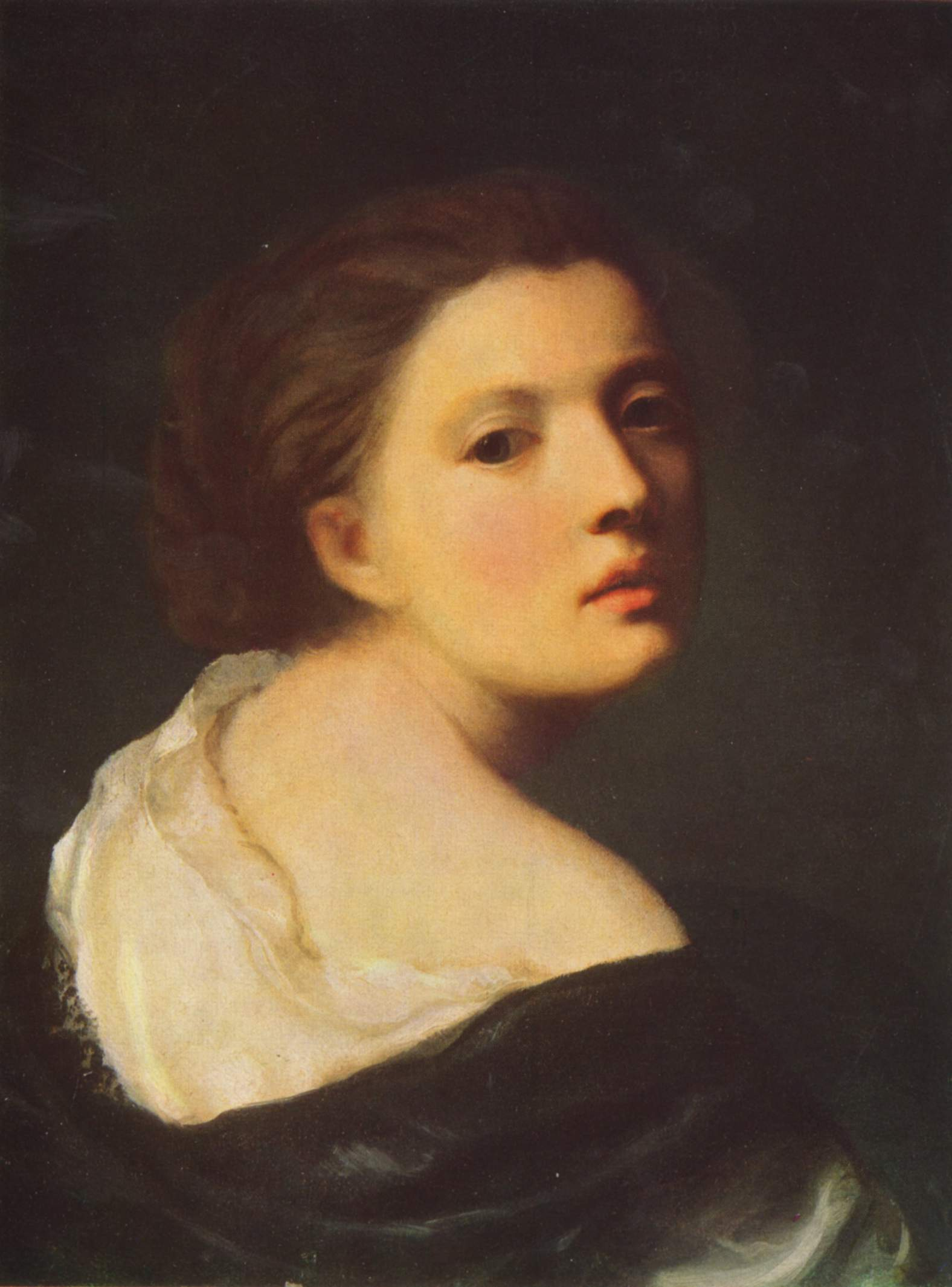
Giovane donna
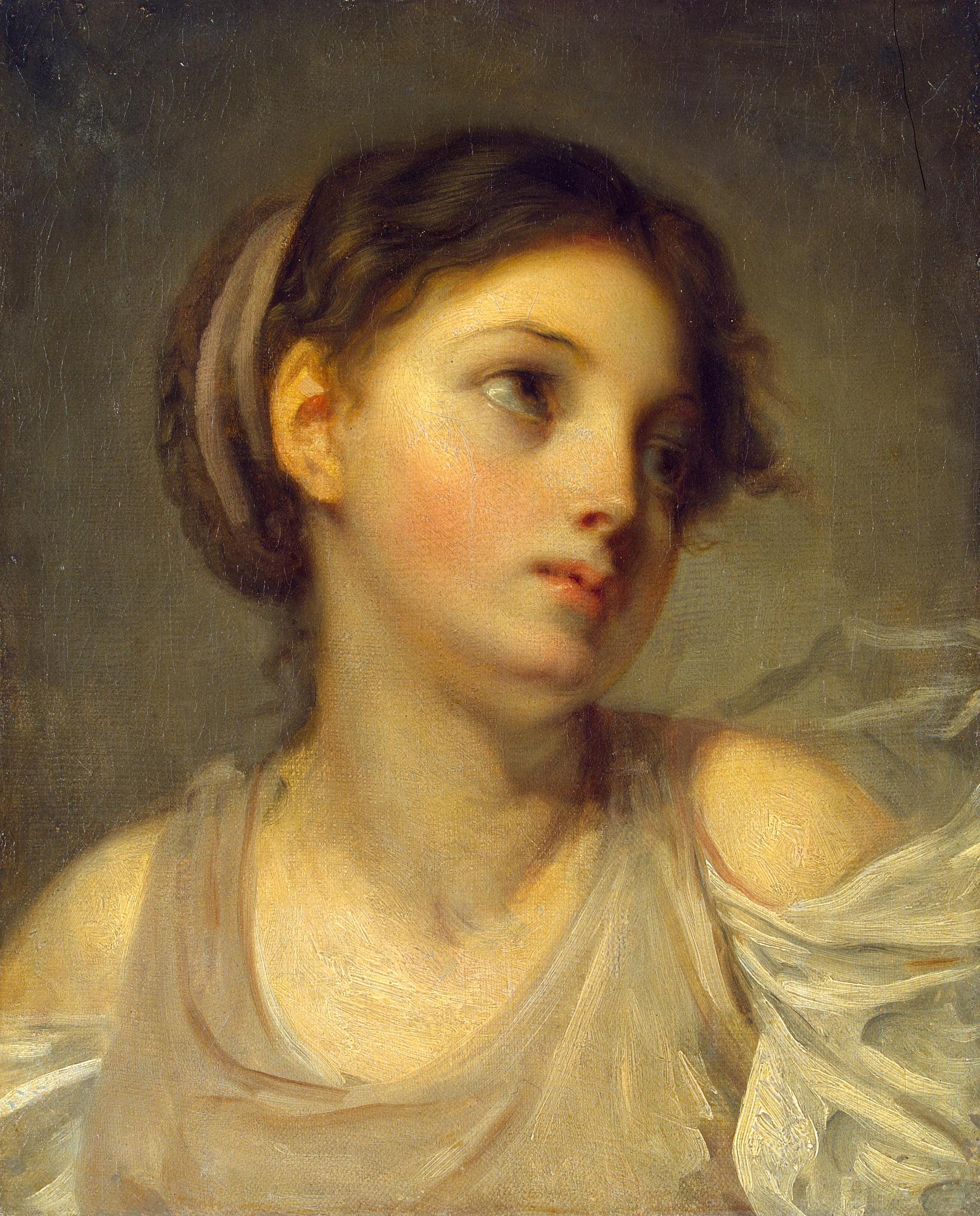
Una giovane con la tunica lilla
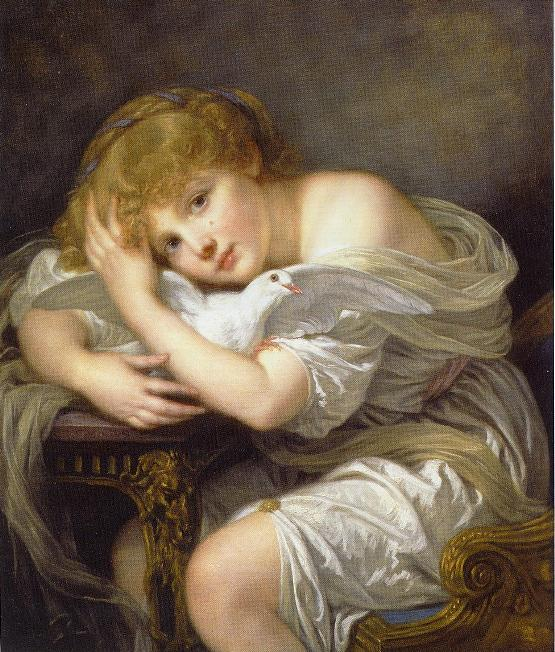
La ragazza con la colomba